# Issime

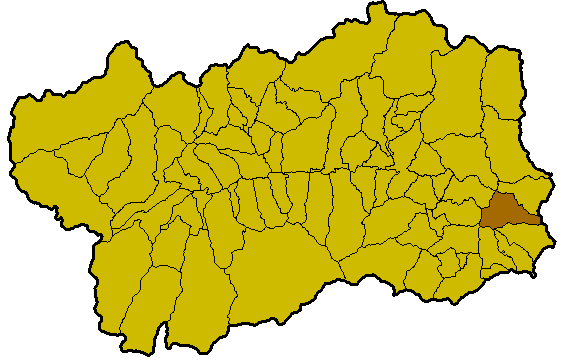
Ubicación del municipio de Issime en el Valle de Aosta.

Issime es una localidad italiana de Valle de Aosta, de cultura walser, con 408 habitantes.

## Evolución demográfica
| Gráfica de evolución demográfica de Issime entre 1861 y 2001 |
|                                                              |
| Fuente ISTAT - elaboración gráfica de Wikipedia              |